# Пеліну (Келераш)
Пеліну (рум. Pelinu) — село у повіті Келераш в Румунії. Входить до складу комуни Дор-Мерунт.
Село розташоване на відстані 72 км на схід від Бухареста, 38 км на північний захід від Келераші, 133 км на захід від Констанци, 133 км на південний захід від Галаца.

## Населення
За даними перепису населення 2002 року у селі проживали 163 особи, усі — румуни. Усі жителі села рідною мовою назвали румунську.